# National Rugby League 1910
La New South Wales Rugby Football League de 1910 fue la tercera temporada del torneo de rugby league más importante de Australia.

## Formato
Los clubes se enfrentaron en una fase regular de todos con todos a una vuelta, los dos primeros equipos al terminar esta fase clasificaron a la final.
Se otorgaron 2 puntos por el triunfo, 1 por el empate y ninguno por la derrota.

## Desarrollo

### Tabla de posiciones
| Pos. | Equipo                  | Encuentros | Encuentros | Encuentros | Encuentros | Tantos | Tantos | Tantos | Puntos |
| Pos. | Equipo                  | PJ         | PG         | PE         | PP         | F      | C      | Dif    | Puntos |
| ---- | ----------------------- | ---------- | ---------- | ---------- | ---------- | ------ | ------ | ------ | ------ |
| 1    | Newtown Jets            | 14         | 11         | 1          | 2          | 260    | 92     | +170   | 23     |
| 2    | South Sydney            | 14         | 11         | 0          | 3          | 326    | 109    | +217   | 22     |
| 3    | Eastern Suburbs         | 14         | 9          | 2          | 3          | 248    | 116    | +132   | 20     |
| 4    | Balmain                 | 14         | 8          | 0          | 6          | 153    | 190    | -37    | 16     |
| 5    | Glebe                   | 14         | 6          | 0          | 8          | 175    | 194    | -19    | 12     |
| 6    | Annandale               | 14         | 5          | 1          | 8          | 145    | 200    | -55    | 11     |
| 7    | North Sydney Bears      | 14         | 3          | 0          | 11         | 146    | 283    | -137   | 6      |
| 8    | Western Suburbs Magpies | 14         | 1          | 0          | 13         | 115    | 386    | -271   | 2      |

|  | Finalistas. |

#### Final
| 17 de septiembre | Newtown Jets | 4 - 4 | South Sydney |  |  |

- Newtown se coronó campeón al ser el mejor equipo en la fase regular.

| Bandera de Australia |
| Campeón Newtown Jets |
| Primer título        |